# Gerhard Marcks

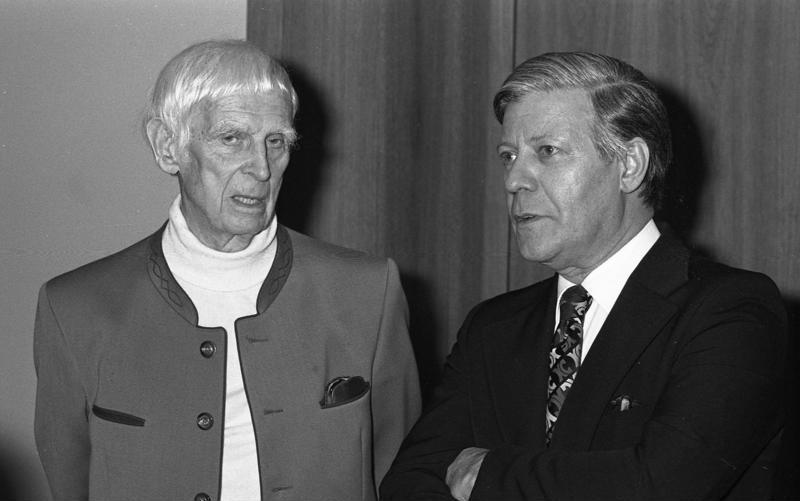
Gerhard Marcks junto a Helmut Schmidt, Bonn, 1977.

Gerhard Marcks (Berlín, 18 de febrero de 1889 - Burgbrohl, 13 de noviembre de 1981) fue un pintor y escultor alemán, adscrito al expresionismo. 

## Biografía
Desde 1919 trabajó como maestro de forma de la Oficina de Cerámica que él mismo ayudó a construir en la Bauhaus. 
En sus inicios estaba interesado en los animales, aunque rápidamente se volvió al estudio de la figura humana, que le fascinó para el resto de su vida.
A partir de 1925 trabajó en la Escuela de Artes Aplicadas (Kunstgewerbeschule) del castillo de Giebichenstein, donde estuvo hasta 1933, año en que fue declarado artista degenerado por los nazis, que destruyeron algunas de sus obras. 
En 1943 su estudio de Berlín fue bombardeado y casi todas sus obras fueron destruidas. Después de la Segunda Guerra Mundial vovlió a ejercer de profesor de escultura en la Universidad de Bellas Artes de Hamburgo (que en ese entonces se llamaba Landeskunstschule Hamburg).
La Gerhard Marcks Haus, fundada en Bremen en 1971, mantiene una exposición permanente de sus obras.

## Marcks y el mundo hispano
Su escultura Los músicos de Bremen, inspirada en el cuento homónimo de los hermanos Grimm, que adorna el ayuntamiento de Bremen, ha sido utilizada por la aerolínea Ryanair para publicitar en la prensa española sus vuelos a esa ciudad desde Zaragoza.
La comunidad alemana en Chile donó en 1951 la estatua Gisela, que se encuentra en el cerro Santa Lucía de Santiago; en el pedestal una inscripción reza: "Tributo de gratitud del pueblo alemán".

## Galería

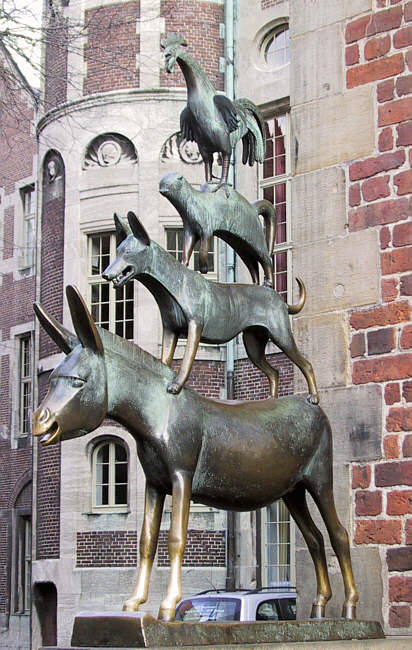
Los músicos de Bremen, Bremen.
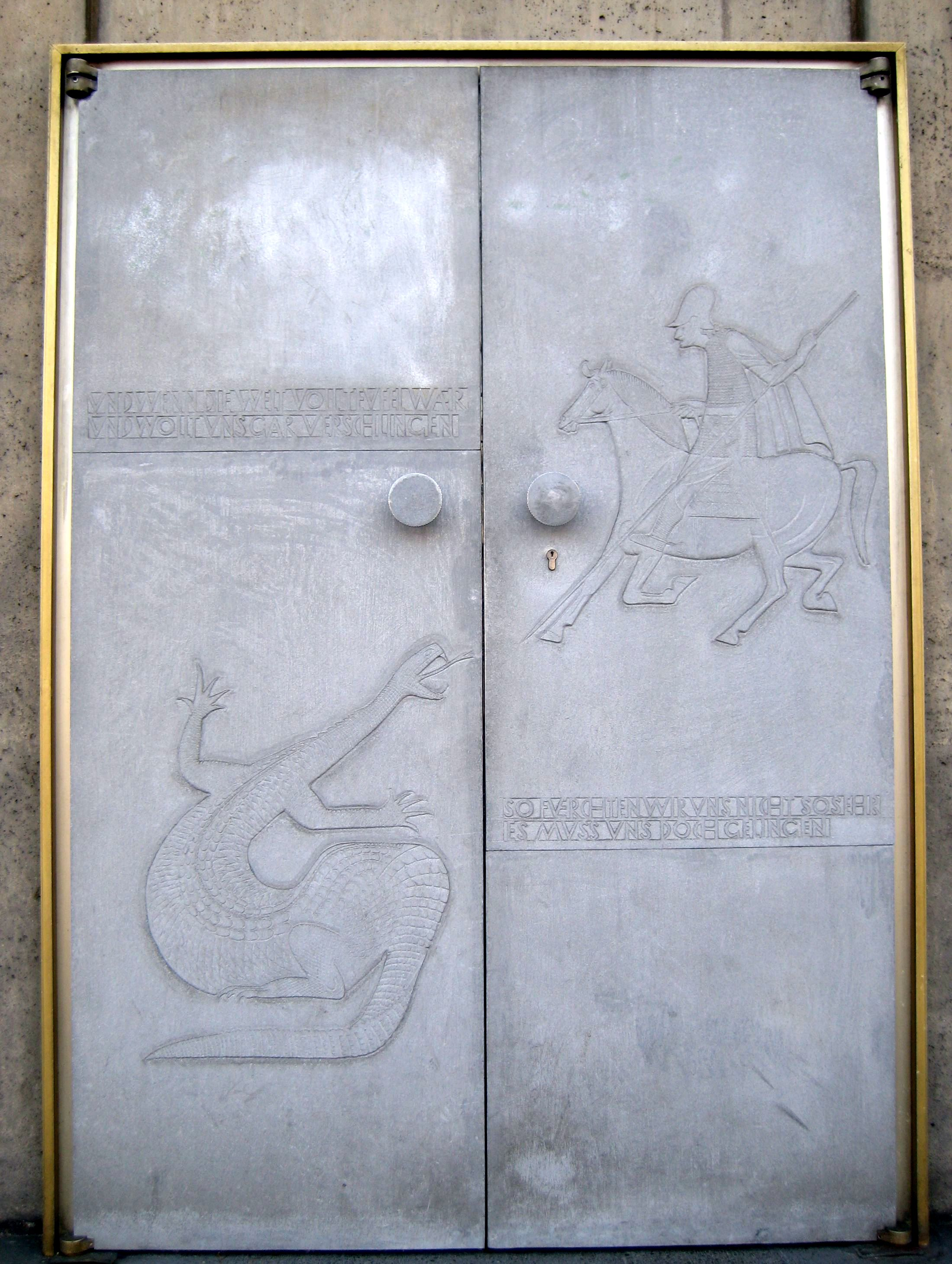
San Jorge luchando con el dragón, relieve del portal de la Kaiser-Friedrich-Gedächtniskirche, Berlín.
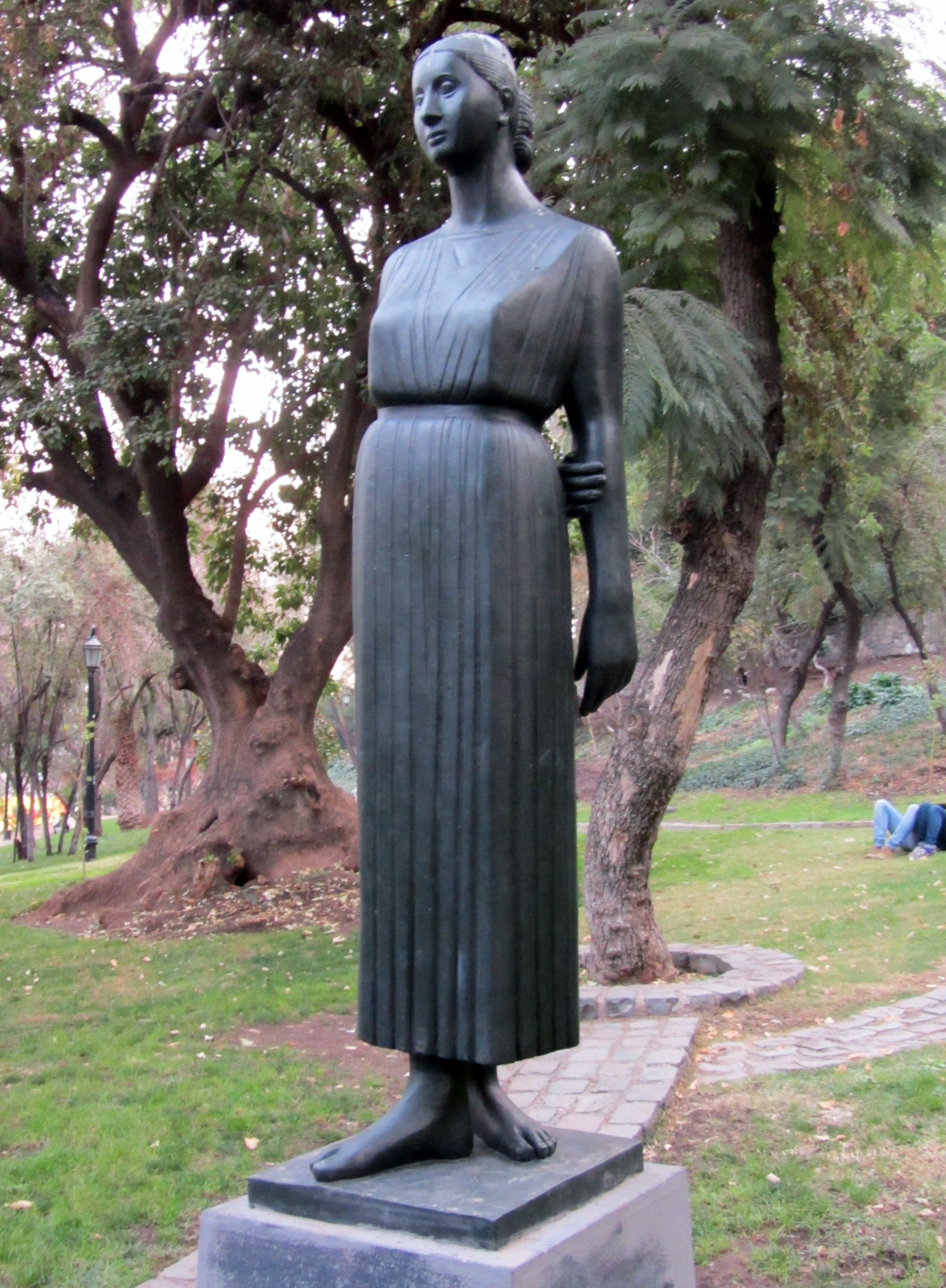
Gisela, ubicada en el cerro Santa Lucía, Santiago de Chile.